# Секстилии
Секстилиите (на латински: gens Sextilia) са плебейска фамилия от Древен Рим.
Тяхното nomen Sextius проилиза от praenomen Sextus. От нея произлиза фамилията Секстии и имат връзка с патриции фамилия Сестии. Името на Секстилиите произлиза от тези фамилии.
Известни с това име:
- Гай Секстилий, 379 пр.н.е. консулски военен трибун
- Секстилия, весталка (Vestal Virgin), 273 пр.н.е.
- Публий Секстилий, претор 92 пр.н.е., управител на Африка 88 пр.н.е.
- Публий Секстилий, квестор 61 пр.н.е.
- Квинт Секстилий, приятел на Тит Аний Мило
- Гай Секстилий Руф, квестор в Кипър 47 пр.н.е.
- Секстилий Хена, поет от Кордуба, в Испания, пише поема за Цицерон
- Секстилия († 69 г.), майка на император Вителий